# Eric Marienthal
Eric Marienthal (Sacramento, 13 de dezembro de 1957) é um saxofonista contemporâneo famoso por seu trabalho nos gêneros jazz, smooth jazz e pop.
Após a graduação no ensino secundário em 1976, Eric foi estudar na Berklee College of Music em Boston. Lá, estudou com o lendário professor de saxofone, Joe Viola. Ao terminar os estudos na Berklee, Eric tinha atingido a mais alta classificação de proficiência dada pela escola. Em 1995, Eric foi premiado com o Berklee Ilustre Alumnus Award por resultados notáveis na música contemporânea. Desde então já se apresentou em mais de 65 países diferentes, lançou 11 CDs solo e gravou participações em centenas de discos, filmes, shows de televisão e jingles comerciais.

## Discografia
- Just Around the Corner, 2007- Peak Records
- Got You Covered,  2005- Peak Records
- Sweet Talk, 2003- Peak Records
- Turn Up the Heat, 2001 - Peak Records
- Walk Tall: Tribute to Cannonball Adderley, 1998 - PolyGram/i.e.Music
- Easy Street, 1997- PolyGram/Verve/i.e.Music
- Compilation Collection, 1997 - GRP Records
- Street Dance, 1994 - GRP Records
- One Touch, 1993 - GRP Records
- Oasis, 1991 - GRP Records
- Crossroads, 1990 -   GRP Records
- Round Trip, 1989 -   GRP Records
- Voices of the Heart, 1988 - GRP Records